# Wojniaki
Wojniaki – wieś w Polsce położona w województwie lubelskim, w powiecie chełmskim, w gminie Chełm.
W latach 1975–1998 miejscowość administracyjnie należała do województwa chełmskiego. 
Wieś stanowi sołectwo gminy Chełm. Według Narodowego Spisu Powszechnego (III 2011 r.) liczyła 53 mieszkańców i była 38. co do wielkości miejscowością gminy.
Wierni Kościoła rzymskokatolickiego należą do parafii Wszystkich Świętych w Nowych Depułtyczach.